# Robin Gibb/Diskografie
Diese Diskografie ist eine Übersicht über die musikalischen Werke des britischen Sängers und langjährigen Mitglieds der Bee Gees Robin Gibb. Den Schallplattenauszeichnungen zufolge hat er bisher mehr als 900.000 Tonträger verkauft. Seine erfolgreichste Veröffentlichung ist das Album Sesame Street Fever mit über 600.000 verkauften Einheiten.

## Alben

### Studioalben
| Jahr | Titel                         | Höchstplatzierung, Gesamtwochen, AuszeichnungChartplatzierungen (Jahr, Titel, Platzierungen, Wochen, Auszeichnungen, Anmerkungen) | Höchstplatzierung, Gesamtwochen, AuszeichnungChartplatzierungen (Jahr, Titel, Platzierungen, Wochen, Auszeichnungen, Anmerkungen) | Höchstplatzierung, Gesamtwochen, AuszeichnungChartplatzierungen (Jahr, Titel, Platzierungen, Wochen, Auszeichnungen, Anmerkungen) | Höchstplatzierung, Gesamtwochen, AuszeichnungChartplatzierungen (Jahr, Titel, Platzierungen, Wochen, Auszeichnungen, Anmerkungen) | Höchstplatzierung, Gesamtwochen, AuszeichnungChartplatzierungen (Jahr, Titel, Platzierungen, Wochen, Auszeichnungen, Anmerkungen) | Anmerkungen                                                               |
| Jahr | Titel                         | DE | AT | CH | UK | US | Anmerkungen                                                               |
| ---- | ----------------------------- | --- | --- | --- | --- | --- | ------------------------------------------------------------------------- |
| 1970 | Robin’s Reign                 | DE19 (2 Wo.)DE | — | — | — | — | Erstveröffentlichung: Februar 1970                                        |
| 1983 | How Old Are You?              | DE6 (29 Wo.)DE | AT26 (5 Wo.)AT | — | — | — | Erstveröffentlichung: Mai 1983                                            |
| 1984 | Secret Agent                  | DE31 (6 Wo.)DE | — | CH20 (3 Wo.)CH | — | — | Erstveröffentlichung: Juni 1984                                           |
| 1985 | Walls Have Eyes               | — | — | — | — | — | Erstveröffentlichung: November 1985                                       |
| 2003 | Magnet                        | DE10 (5 Wo.)DE | — | CH84 (3 Wo.)CH | UK43 (2 Wo.)UK | — | Erstveröffentlichung: Februar 2003                                        |
| 2006 | My Favourite Christmas Carols | — | — | — | — | — | Erstveröffentlichung: November 2006 Weihnachtsalbum                       |
| 2014 | 50 St. Catherine’s Drive      | DE39 (1 Wo.)DE | — | — | UK70 (1 Wo.)UK | — | Erstveröffentlichung: posthum veröffentlichtes Album; Aufnahmen 2006–2011 |
| 2015 | Sing Slowly Sisters           | — | — | — | — | — | Erstveröffentlichung: bereits 1970 aufgenommen, erst 2015 veröffentlicht  |

grau schraffiert: keine Chartdaten aus diesem Jahr verfügbar

### Livealben
- 2005: Robin Gibb Live with the Neue Philharmonie Orchestra
- 2011: Robin Gibb Live with the Danish National Orchestra

### Kompilationen
- 2015: Saved By The Bell – Collected Works 1968–1970 (3-CD-Boxset inklusive Robin’s Reign (1970) sowie 46 unveröffentlichten Aufnahmen)

### EPs
- 1985: Robin Gibb (in der Reihe Amiga-Quartett nur in der DDR veröffentlicht)

## Singles

### Als Leadmusiker
| Jahr | Titel Album                                                    | Höchstplatzierung, Gesamtwochen, AuszeichnungChartplatzierungen (Jahr, Titel, Album, Platzierungen, Wochen, Auszeichnungen, Anmerkungen) | Höchstplatzierung, Gesamtwochen, AuszeichnungChartplatzierungen (Jahr, Titel, Album, Platzierungen, Wochen, Auszeichnungen, Anmerkungen) | Höchstplatzierung, Gesamtwochen, AuszeichnungChartplatzierungen (Jahr, Titel, Album, Platzierungen, Wochen, Auszeichnungen, Anmerkungen) | Höchstplatzierung, Gesamtwochen, AuszeichnungChartplatzierungen (Jahr, Titel, Album, Platzierungen, Wochen, Auszeichnungen, Anmerkungen) | Höchstplatzierung, Gesamtwochen, AuszeichnungChartplatzierungen (Jahr, Titel, Album, Platzierungen, Wochen, Auszeichnungen, Anmerkungen) | Anmerkungen                         |
| Jahr | Titel Album                                                    | DE | AT | CH | UK | US | Anmerkungen                         |
| ---- | -------------------------------------------------------------- | --- | --- | --- | --- | --- | ----------------------------------- |
| 1969 | Saved by the Bell Robin’s Reign                                | DE3 (6 Wo.)DE | AT3 (20 Wo.)AT | CH3 (10 Wo.)CH | UK2 (17 Wo.)UK | — | Erstveröffentlichung: Juni 1969     |
| 1969 | One Million Years Robin’s Reign                                | DE14 (4 Wo.)DE | AT19 (8 Wo.)AT | CH5 (8 Wo.)CH | — | — | Erstveröffentlichung: Oktober 1969  |
| 1970 | August October Robin’s Reign                                   | DE12 (4 Wo.)DE | AT10 (8 Wo.)AT | CH10 (1 Wo.)CH | UK45 (3 Wo.)UK | — | Erstveröffentlichung: Februar 1970  |
| 1978 | Oh! Darling Sgt. Pepper’s Lonely Hearts Club Band (Soundtrack) | — | — | — | — | US15 (12 Wo.)US | Erstveröffentlichung: Juli 1978     |
| 1983 | Juliet How Old Are You?                                        | DE1 Gold · (22 Wo.)DE | AT2 (16 Wo.)AT | CH1 (11 Wo.)CH | UK94 (3 Wo.)UK | — | Erstveröffentlichung: Mai 1983      |
| 1983 | Another Lonely Night in New York How Old Are You?              | DE16 (17 Wo.)DE | — | CH19 (6 Wo.)CH | UK71 (4 Wo.)UK | — | Erstveröffentlichung: August 1983   |
| 1983 | How Old Are You How Old Are You?                               | DE37 (13 Wo.)DE | — | — | UK93 (2 Wo.)UK | — | Erstveröffentlichung: Oktober 1983  |
| 1984 | Boys Do Fall in Love Secret Agent                              | DE21 (12 Wo.)DE | — | — | — | US37 (12 Wo.)US | Erstveröffentlichung: Mai 1984      |
| 2002 | Please Magnet                                                  | DE51 (9 Wo.)DE | — | CH96 (1 Wo.)CH | UK23 (4 Wo.)UK | — | Erstveröffentlichung: Dezember 2002 |

Weitere Singles
- 1984: Secret Agent
- 1985: Like a Fool
- 1986: Toys
- 2003: Wait Forever
- 2006: Mother of Love
- 2008: Alan Freeman Days
- 2008: Wing and a Prayer
- 2012: Don’t Cry Alone
- 2014: I Am the World
- 2014: Days of Wine and Roses

### Als Gastmusiker
| Jahr | Titel Album                                    | Höchstplatzierung, Gesamtwochen, AuszeichnungChartplatzierungen (Jahr, Titel, Album, Platzierungen, Wochen, Auszeichnungen, Anmerkungen) | Höchstplatzierung, Gesamtwochen, AuszeichnungChartplatzierungen (Jahr, Titel, Album, Platzierungen, Wochen, Auszeichnungen, Anmerkungen) | Höchstplatzierung, Gesamtwochen, AuszeichnungChartplatzierungen (Jahr, Titel, Album, Platzierungen, Wochen, Auszeichnungen, Anmerkungen) | Höchstplatzierung, Gesamtwochen, AuszeichnungChartplatzierungen (Jahr, Titel, Album, Platzierungen, Wochen, Auszeichnungen, Anmerkungen) | Höchstplatzierung, Gesamtwochen, AuszeichnungChartplatzierungen (Jahr, Titel, Album, Platzierungen, Wochen, Auszeichnungen, Anmerkungen) | Anmerkungen                                                                              |
| Jahr | Titel Album                                    | DE | AT | CH | UK | US | Anmerkungen                                                                              |
| ---- | ---------------------------------------------- | --- | --- | --- | --- | --- | ---------------------------------------------------------------------------------------- |
| 1980 | Help Me! Times Square (Soundtrack)             | — | — | — | — | US50 (10 Wo.)US | Erstveröffentlichung: September 1980 Marcy Levy mit Robin Gibb                           |
| 2004 | My Lover’s Prayer Bring It On                  | — | — | — | UK5 (7 Wo.)UK | — | Erstveröffentlichung: Dezember 2003 Alistair Griffin feat. Robin Gibb                    |
| 2007 | Too Much Heaven In Control: Reloaded           | DE7 (9 Wo.)DE | AT26 (5 Wo.)AT | — | — | — | Erstveröffentlichung: November 2007 US5 mit Robin Gibb                                   |
| 2009 | Islands in the Stream –                        | — | — | — | UK1 (5 Wo.)UK | — | Erstveröffentlichung: März 2009 Vanessa Jenkins & Bryn West feat. Tom Jones & Robin Gibb |
| 2011 | I’ve Gotta Get a Message to You Message to You | — | — | — | UK75 (1 Wo.)UK | — | Erstveröffentlichung: Oktober 2011 The Soldiers mit Robin Gibb                           |

Weitere Gastbeiträge
- 2005: First of May (G4 feat. Robin Gibb)

## Statistik

### Chartauswertung
|                     | DE    | AT    | CH    | UK    | US    |
| ------------------- | ----- | ----- | ----- | ----- | ----- |
| Nummer-eins-Alben   | DE—DE | AT—AT | CH—CH | UK—UK | US—US |
| Top-10-Alben        | DE2DE | AT—AT | CH—CH | UK—UK | US—US |
| Alben in den Charts | DE5DE | AT1AT | CH2CH | UK2UK | US—US |

|                       | DE    | AT    | CH    | UK    | US    |
| --------------------- | ----- | ----- | ----- | ----- | ----- |
| Nummer-eins-Singles   | DE1DE | AT—AT | CH1CH | UK1UK | US—US |
| Top-10-Singles        | DE3DE | AT3AT | CH4CH | UK3UK | US—US |
| Singles in den Charts | DE9DE | AT5AT | CH6CH | UK9UK | US3US |

### Auszeichnungen für Musikverkäufe
| Goldene Schallplatte - Kanada - 1984: für die Single Boys (Do Fall In Love) - Vereinigte Staaten - 1978: für das Album Sesame Street Fever Platin-Schallplatte - Kanada - 1979: für das Album Sesame Street Fever |

Anmerkung: Auszeichnungen in Ländern aus den Charttabellen bzw. Chartboxen sind in ebendiesen zu finden.
| Land/RegionAuszeichnungen für Musikverkäufe (Land/Region, Auszeichnungen, Verkäufe, Quellen) | Gold     | Platin  | Verkäufe | Quellen           |
| -------------------------------------------------------------------------------------------- | -------- | ------- | -------- | ----------------- |
| Deutschland (BVMI)                                                                           | Gold1    | —       | 250.000  | musikindustrie.de |
| Kanada (MC)                                                                                  | Gold1    | Platin1 | 150.000  | musiccanada.com   |
| Vereinigte Staaten (RIAA)                                                                    | Gold1    | —       | 500.000  | riaa.com          |
| Insgesamt                                                                                    | 3× Gold3 | Platin1 |          |                   |